# ケルゲレン諸島
ケルゲレン諸島 （ケルゲレンしょとう、仏: les îles Kerguelen、英: Kerguelen Islands, Kerguelen Archipelago）は、南インド洋にあるフランス領南方・南極地域の島々。ケルゲレン島（La Grande Terre、英: Kerguelen Island）を中心に約300の島で構成される。気候は寒冷海洋性であるが、寒帯性ではない。風が強く、海は常に荒れている。
世界遺産・ラムサール条約登録地「フランス領南方地域国立自然保護区」の一部である。

## 歴史
1772年、フランスのイヴ・ジョゼフ・ド・ケルゲレン・ド・トレマレックにより発見された。何度か定住が試みられてはいるが、研究者以外に永住居住者はいない。
島のアザラシは毛皮のために 18世紀ごろ、クジラなどの海獣類は 20世紀初頭までに捕獲し尽くされたが、保護の結果、動物の生息数は近年増加傾向にあり、海岸には新たに海鳥類（アホウドリ、ペンギン、ミズナギドリなど）ばかりでなく、アザラシやアシカ類の繁殖地が発生している。ケルゲレン諸島は領海も含めて自然保護区となっている。占有経済水域は、法定漁業海域となっている。
第二次世界大戦中、ドイツの仮装巡洋艦の拠点として利用された。
1950年に、フランスは、ポルトーフランセに観測基地を開設している。以降、基地は周年稼動させており、物資補給、研究・観測業務を60～100人の要員の交代勤務で実施している。2008年には、第58次観測隊が派遣されている。

## 位置

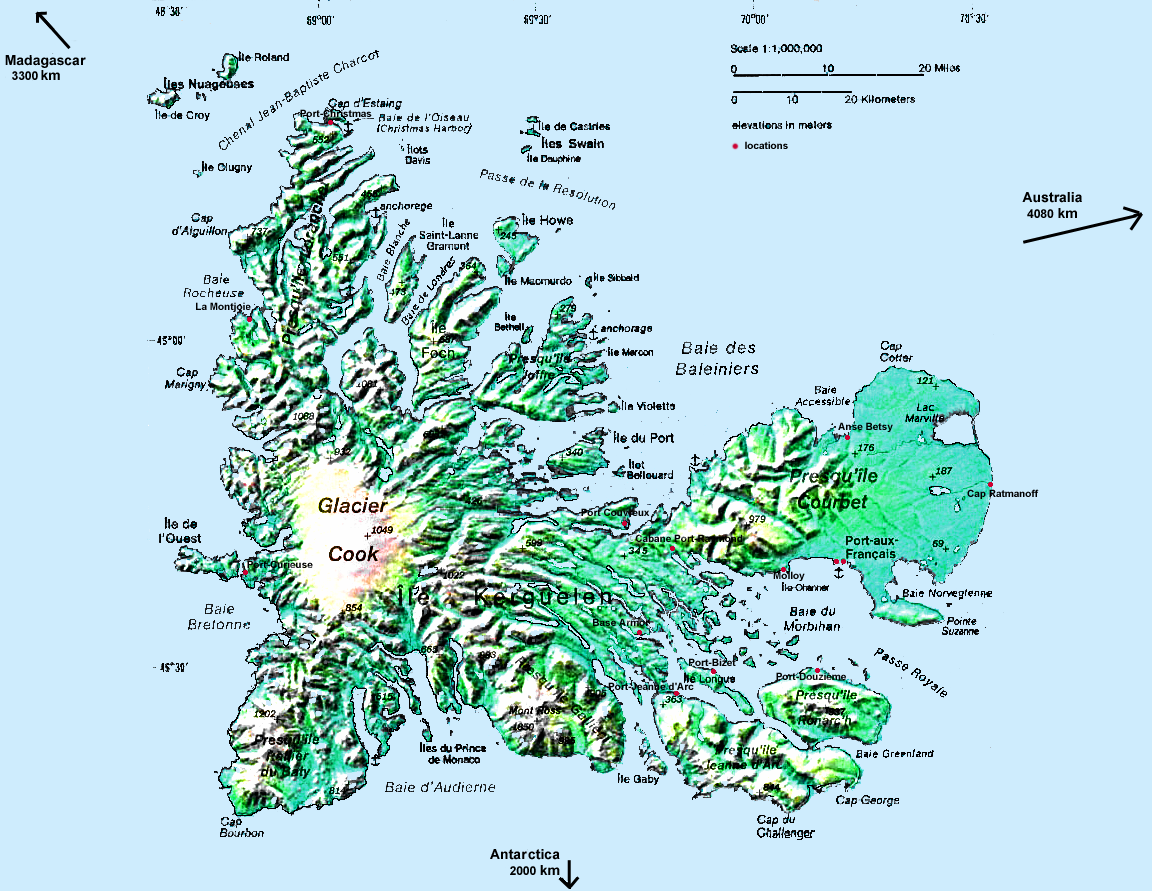
ケルゲレン諸島

ケルゲレン諸島は、南緯48°35'〜49°54'、東経68°43'〜70°35'に位置し、南極大陸から約2000km、レユニオンから約3400km、オーストラリアから約4080km離れている。
近い島は次の通りである。
- ハード島とマクドナルド諸島（オーストラリア） - 南東約450km
- サンポール島（フランス） - 北東約1300km
- アムステルダム島（フランス） - 北東約1400km
- クローゼー諸島（フランス） - 西約1350km

## 地形

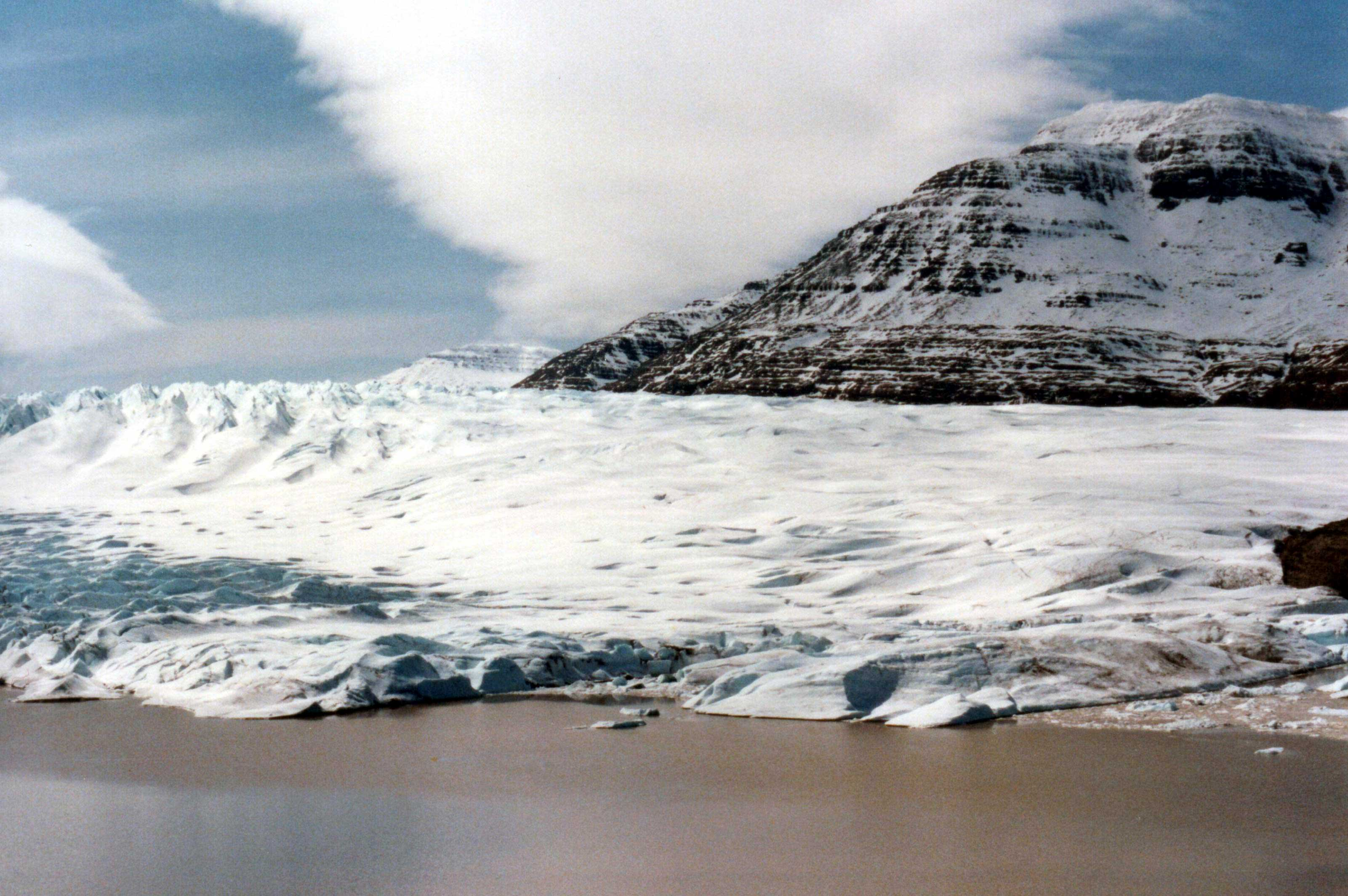
クック氷冠

総面積7215km2のケルゲレン諸島は、主島ラ・グランド・テールとそれにほとんど近接した（数百 mの距離にあるものが多い）周囲の300以上の島や衛星的小島から構成されているが、例外的に遠距離に離れた島として北にニュワジューズ群島およびレイゲ群島と、南方に孤立した幾つかの島がある。全体として海岸線の曲折が非常に激しく、幾つかの大きな湾や、二次的な入り江ならびに、奥行きのあるフィヨルドがある。最高標高地点は、ロス山(1850 m)である。
ラ・グランド・テール（主島）の面積は6675km2であり、コルシカ島の3/4の広さを持つ。当諸島総面積の92%を占め、東西方向の長さは約150kmである。最高点はロス山(1850m)であり、島の西側はクック氷冠に覆われている。
主島には次のような幾つかの半島がある。
- 東側：クールベ半島
- 東南側：ジャンヌダルク半島（英語版）、その北側にロナルク半島
- 南側：ガリエニ半島、ロス山がそびえる
- 南西側：ラリエ・デュ・バティ半島が北に向かって伸び、エスタン岬が先端にある
- 北西側：ロランシェ半島
- 北側：地理学協会半島、そのさらに東にジョフル半島

主島以外で最も大きい島はフォック島で、中央北側に位置し、面積が200km2以上ある。
その他の島で主なものは次の通りである。
- 同様に主島中央北側にあるサンーランヌ・グラモン島、オウ島、マクマード島
- ニュワジューズ諸島にあるロラン島およびクロイ島
- レイゲ諸島にあるカストリ島
- バレイニエ（捕鯨船）湾にあるポール島
- モルビアン湾にあるロング島、オーストラリア島、オート（高い）島
- 南側にあるギャビイ島、アルタザン島、モナコ王子島
- 西海岸にあるウエスト（西）島

## 地質

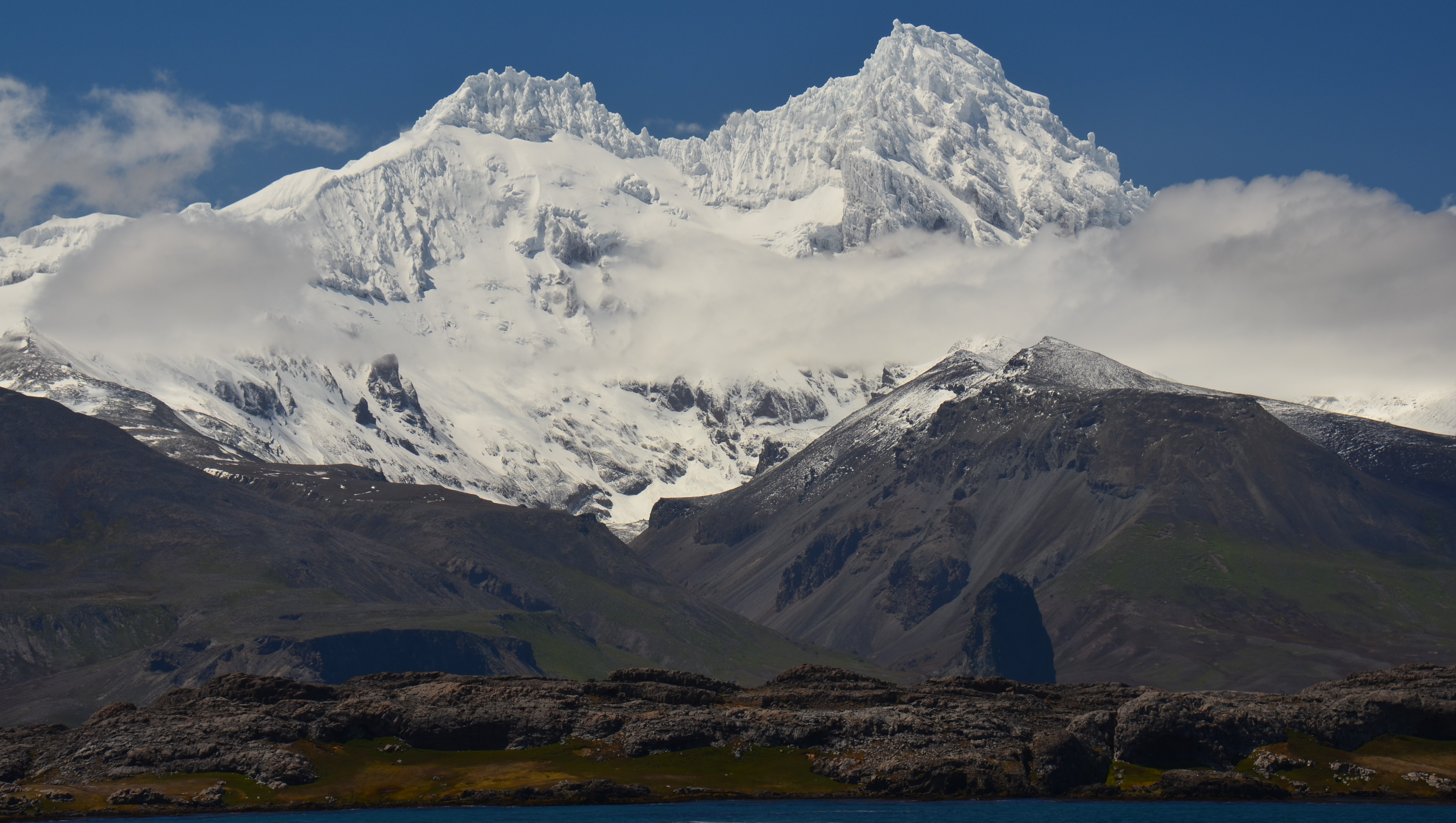
ロス山

ケルゲレン諸島は約 220 万km2にも及ぶケルゲレン=ハード海台の海上部分を形成している。
諸島の地上部に見られる地質形態の主要部分は、トラップ（溶岩台地）型の噴出火山活動の特徴を有し、その海面上への出現は、3,500万年前から始まった。集積量は著しく、玄武岩質溶岩流の層の厚さは、それぞれ3～10mあり、互いに重なり合い、時には1200m以上の厚さとなることもある。このタイプの溶岩流出活動は、階段型またはピラミッド型の巨大な地形を形成する。
局部的には他の火山性の形態も存在する。特に、ロス山を形成するストロンボリ型火山と、ラリエデュバティ半島の深成岩複合火山がある。粗面岩、粗面岩フォノライト、フォノライトの様々な岩脈と溶岩噴出が島の各地に見られる。歴史上に記録された噴火はないが、主島南西部における噴煙活動は依然として活発である。
若干程度の褐炭層が玄武岩質溶岩流の層間に出現し、約1400万年前と推定されるアローカリア（ナンヨウスギ）科の化石が埋蔵されている。
最後に、氷河作用が、陥没と傾斜現象を発生させ、列島の北部と東部に湾を形成した。氷河と河川による浸食作用が、渓谷とフィヨルドを形作り、また礫岩の砕屑（さいせつ）複合地層と、クールベ半島平野を形成した。
ケルゲレン諸島は、ケルゲレン微小大陸と呼ばれるマイクロコンチネントが海に沈んだ一部である。マイクロコンチネントは1億年前から2千万年前にかけて3期間出現した。ケルゲレン大陸には熱帯性動植物の化石が存在すると思われる。現在は水面下1～2kmにある。ケルゲレンの堆積岩はオーストラリアとインドのものに似ており、これらが昔つながっていたことを示す。ケルゲレン大陸の調査により、オーストラリア、インド、南極が分裂した様子が分かると科学者は期待している。

## 気候
ケルゲレン諸島の気候は海洋性であるが、寒冷で著しく頻繁に強い風が吹く。月平均気温が10°Cに達する月がないため、ケッペンの気候区分によれば、極地気候の一種でツンドラ気候(ET)に含まれることになる。しかしながら、その一方で平均気温が0°C以下に下がる月もなく、むしろ温帯性と言った方が適切とも思われる。チリのパタゴニア地方あるいはアイスランド、他の亜南極諸島（キャンベル島、フォークランド諸島等）に類似の気候が見られる。
ポルトーフランセの観測所のデータでは、以下のようになる（なお、同観測所の位置は、風から遮られた湾の沿岸にあり、気候的に見れば同島の中では最も恵まれている）。
年間平均気温は4.5°Cで変動幅は狭く、6°C程度となっている。最も温暖な月は1月、2月で平均気温7.9°C、最も寒い月は8月で2°Cである。最高気温が20°Cを超えることは稀であるが、海面の高さで-10°C以下の最低気温が観測されたことはない。降雨は頻繁にあり、年間を通して雪として降ることがある。ポルトーフランセでの年平均降水量は比較的少なく、820mmであるが、島の反対側の西海岸では、その3倍の降水量があると推定される。
山は雪で覆われることが多いものの、その雪は雨によってすぐに消える。永久氷河の中にはここ数十年で明らかに後退しているものもあり、最も小規模の氷河は完全に消失した。ケルゲレン諸島はいわゆる「狂う50度線」に位置しており、風が大変強い。西風がほとんど常時吹いており、風速は平均で35km/h（秒速9.7m） 、しばしば150km/h（秒速41.7m）に達し、時として200km/h（秒速55.6m）を観測することもある。波の高さも12m～15mに至ることは普通であるが、島には複雑な入り江が多く、船舶の避難に適した場所が存在する。
| ポルトーフランセの気候                                                         | ポルトーフランセの気候 | ポルトーフランセの気候 | ポルトーフランセの気候 | ポルトーフランセの気候 | ポルトーフランセの気候 | ポルトーフランセの気候 | ポルトーフランセの気候 | ポルトーフランセの気候 | ポルトーフランセの気候 | ポルトーフランセの気候 | ポルトーフランセの気候 | ポルトーフランセの気候 | ポルトーフランセの気候 |
| 月                                                                             | 1月                    | 2月                    | 3月                    | 4月                    | 5月                    | 6月                    | 7月                    | 8月                    | 9月                    | 10月                   | 11月                   | 12月                   | 年                     |
| ------------------------------------------------------------------------------ | ---------------------- | ---------------------- | ---------------------- | ---------------------- | ---------------------- | ---------------------- | ---------------------- | ---------------------- | ---------------------- | ---------------------- | ---------------------- | ---------------------- | ---------------------- |
| 最高気温記録 °C （°F）                                                         | 23.0 (73.4)            | 22.3 (72.1)            | 21.0 (69.8)            | 23.0 (73.4)            | 16.8 (62.2)            | 14.5 (58.1)            | 13.4 (56.1)            | 14.4 (57.9)            | 15.8 (60.4)            | 19.1 (66.4)            | 21.3 (70.3)            | 21.6 (70.9)            | 23.0 (73.4)            |
| 平均最高気温 °C （°F）                                                         | 11.2 (52.2)            | 11.5 (52.7)            | 10.7 (51.3)            | 8.8 (47.8)             | 6.6 (43.9)             | 5.0 (41)               | 4.8 (40.6)             | 5.0 (41)               | 5.3 (41.5)             | 6.8 (44.2)             | 8.4 (47.1)             | 10.2 (50.4)            | 7.9 (46.2)             |
| 日平均気温 °C （°F）                                                           | 7.2 (45)               | 7.5 (45.5)             | 7.0 (44.6)             | 5.6 (42.1)             | 3.7 (38.7)             | 2.4 (36.3)             | 2.0 (35.6)             | 2.0 (35.6)             | 2.2 (36)               | 3.3 (37.9)             | 4.7 (40.5)             | 6.3 (43.3)             | 4.5 (40.1)             |
| 平均最低気温 °C （°F）                                                         | 4.1 (39.4)             | 4.3 (39.7)             | 3.7 (38.7)             | 2.6 (36.7)             | 0.9 (33.6)             | −0.3 (31.5)            | −0.8 (30.6)            | −0.8 (30.6)            | −0.7 (30.7)            | 0.4 (32.7)             | 1.6 (34.9)             | 3.1 (37.6)             | 1.5 (34.7)             |
| 最低気温記録 °C （°F）                                                         | −1.5 (29.3)            | −1.0 (30.2)            | −0.9 (30.4)            | −2.7 (27.1)            | −5.9 (21.4)            | −9.4 (15.1)            | −8.0 (17.6)            | −9.5 (14.9)            | −7.7 (18.1)            | −5.0 (23)              | −3.7 (25.3)            | −1.2 (29.8)            | −9.5 (14.9)            |
| 降水量 mm （inch）                                                             | 48.9 (1.925)           | 45.5 (1.791)           | 59.4 (2.339)           | 67.0 (2.638)           | 69.0 (2.717)           | 56.2 (2.213)           | 65.1 (2.563)           | 66.7 (2.626)           | 65.3 (2.571)           | 54.6 (2.15)            | 52.6 (2.071)           | 57.6 (2.268)           | 707.9 (27.87)          |
| 平均降水日数                                                                   | 16                     | 13                     | 17                     | 18                     | 19                     | 20                     | 21                     | 22                     | 21                     | 20                     | 18                     | 18                     | 223                    |
| 平均降雨日数                                                                   | 16                     | 13                     | 16                     | 16                     | 14                     | 13                     | 13                     | 13                     | 12                     | 13                     | 14                     | 16                     | 169                    |
| 平均降雪日数                                                                   | 1                      | 0                      | 2                      | 4                      | 6                      | 10                     | 11                     | 13                     | 12                     | 11                     | 7                      | 2                      | 79                     |
| 平均月間日照時間                                                               | 188                    | 159                    | 147                    | 114                    | 94                     | 71                     | 84                     | 105                    | 126                    | 151                    | 175                    | 186                    | 1,600                  |
| 出典1：NOAA (normals 1961-1990)                                                |                        |                        |                        |                        |                        |                        |                        |                        |                        |                        |                        |                        |                        |
| 出典2：Weatherbase (record high and low) (precipitation, snow, and rainy days) |                        |                        |                        |                        |                        |                        |                        |                        |                        |                        |                        |                        |                        |